# Stóg Izerski
Stóg Izerski [stug izerski] (doslova Jizerský stoh) je vrchol nacházející se v polské části Jizerských hor, ve Vysokém jizerském hřebeni. Pod vrcholem je chata Schronisko Na Stogu Izerskim (1060 m n. m.). Na vrcholu je retranslační věž. Ve vzdálenosti 2,5 km západně leží nejvyšší hora české části Jizerských hor - Smrk.

## Přístup
Stóg Izerski je dostupný ze čtyř směrů:
- po červené turistické značce z obce Świeradów-Zdrój. Cesta není nijak náročná, zpočátku dokonce vede po sjízdní silnici. Délka 3,5 km (1 hod.). Při cestě z tohoto směru lze využít i kabinovou lanovku, končící u chaty Schronisko Na Stogu Izerskim ve výšce 1060 m n. m.[1] asi 500 metrů pod vrcholem.
- po žlutě značené stezce vedoucí z Haly Izerske. Jedná se o nejdelší přístup na vrchol. Délka 8 km (2,5 hod.)
- po červené značce z Polany Izerske přes Świeradowiec a Łużec. Délka 3 km (30 minut)
- po zelené značce se na tento vrchol dostaneme ze Smrku

## Vrchol
Do začátku roku 2000 byla na vrcholu umístěna dřevěná věž, sloužící jako rozhledna a tvořící dominantu Vysokého jizerského hřebene viditelnou z dálky. Kvůli zchátralosti však byla nejprve nepřístupná a posléze zbourána. V roce 2004 byla nahrazena ocelovou konstrukcí retranslační věže s výškou 55 m, veřejnosti nepřístupnou, která byla postupně vybavena anténami pro 4 programy rozhlasu na VKV FM. V roce 2008 byla zprovozněna kabinová lanovka z obce Świeradów-Zdrój s vrcholovou stanicí u chaty Schronisko Na Stogu Izerskim.

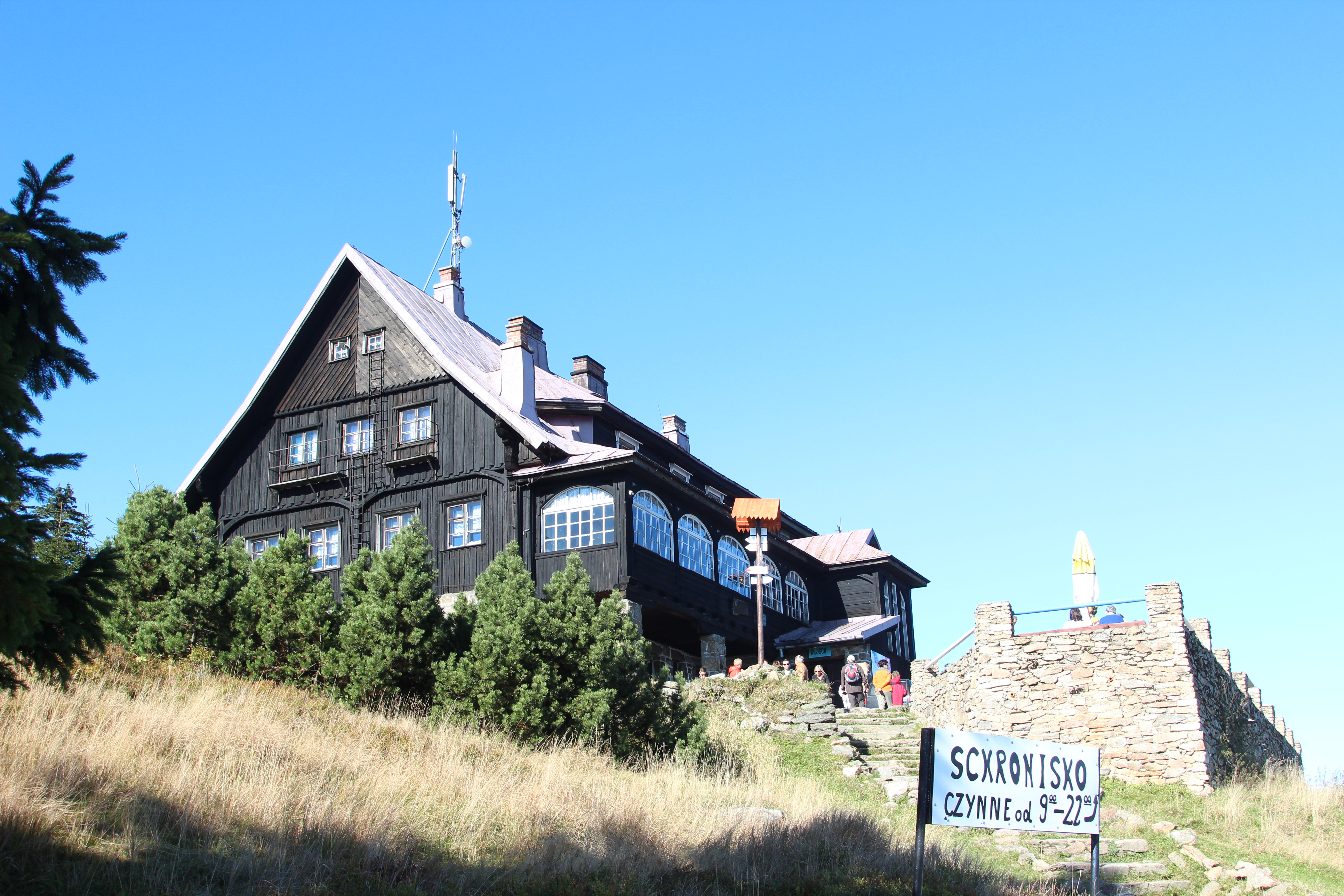
Chata pod vrcholem

## Chata
Pod vrcholem Stóg Izerski se nachází ve výšce 1060 m n. m. horská chata Schronisko Na Stogu Izerskim postavená v roce 1924. Vzhled chaty se do dnešní doby prakticky nezměnil. Chata poskytuje občerstvení i nocleh. Od terasy před chatou se nabízejí pohledy jak na nížinu rozkládající se na severu tak na hřeben Jizerských hor táhnoucí se k jihovýchodu.